# Tommy Berggren
För fotbollsspelaren, se Tommy Berggren (fotbollsspelare).

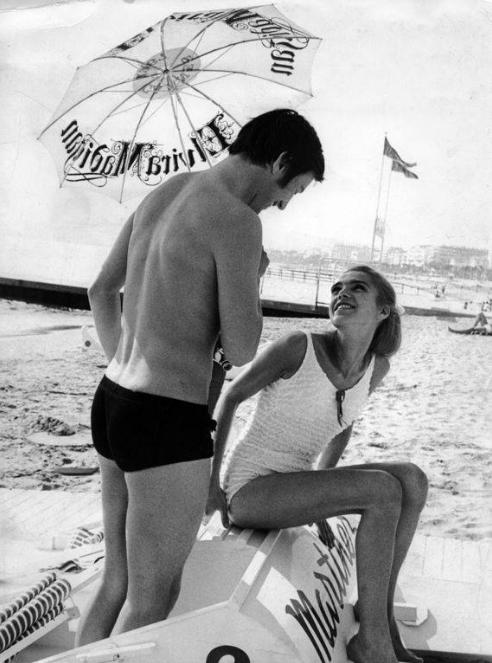
Tommy Berggren här tillsammans med Pia Degermark, 1967.

Tommy William Berggren, under många år känd som Thommy Berggren, född 12 augusti 1937 i Mölndals församling, Göteborgs och Bohus län, är en svensk skådespelare och regissör.

## Biografi
Berggren är son till Svenska sjöfolksförbundets ordförande William Berggren (1900–1963) och fabriksarbeterskan Annie, född Berntsson (1908–1996), som var gifta två gånger. Uppvuxen på Sjömansgatan i Masthugget gick han i sin ungdom till sjöss under ett par år och arbetade därefter på fabrik. Han studerade skådespeleri vid Pickwickklubbens teaterskola i Göteborg och spelade teater vid Atelierteatern. Han blev antagen till Göteborgs stadsteaters elevskola 1956  där han blev premiärelev 1958.
Efter examen fick han 1959 engagemang Göteborgs stadsteater där han var verksam tills han började på Dramaten i Stockholm 1963. Första rollen på Dramaten blev som unge Nick i Ingmar Bergmans uppsättning av Edward Albees pjäs Vem är rädd för Virginia Woolf?. Ungefär samtidigt inledde han sin filmkarriär och medverkade under 1960-talet i Bo Widerbergs mest kritikerrosade filmer såsom Kvarteret Korpen (1963), Heja Roland! (1966) och Elvira Madigan (1967). De kom att samarbeta under många år, men deras sista filmarbete tillsammans, Svart och rött, resulterade inte i någon färdig film.
Tommy Berggren regidebuterade med Harold Pinters pjäs Hemkomsten på Dramaten 1993 och har på senare år mest ägnat sig åt att regissera teater. Bland annat har han regisserat Strindbergs Fröken Julie (2005), med Mikael Persbrandt och Maria Bonnevie i huvudrollerna (Dramaten), samt på Stockholms stadsteater: Pinters Fastighetsskötaren (2001) och åter Hemkomsten (2006); Henrik Ibsens Vildanden (2008) och Samuel Becketts I väntan på Godot (2009).
Han utgav 2017 sina memoarer Tommy, där han också förklarar hur han resonerat vid återgången till stavningen Tommy Berggren.
Tommy Berggren var 1964 till 1969 gift med Ulla Langstedt (född 1945) och senare under många år sambo med tv-kocken Monika Ahlberg (född 1961), som han har tre barn med.

## Utmärkelser
Berggren mottog 1961 Teaterförbundets Daniel Engdahl-stipendium, 1966 en guldbagge som bäste manlige skådespelare för Heja Roland!, Svenska Akademiens Carl Åkermarks stipendium 1989, Dramatens O’Neill-stipendium 1990, Svenska Dagbladets Thaliapris 1994 och 1998 års guldbagge för bästa manliga biroll i Glasblåsarns barn. 2015 tilldelades han Svenska Akademiens teaterpris.

## Övrigt
Ulf Lundell sjunger "Jag ska göra Thommy Berggren / till kulturminister" i låten "En bättre värld" på skivan Högtryck från 2005. 
2010 skulle Tommy Berggren regissera en teaterföreställning med och om Mikael Persbrandt på Oscarsteatern i Stockholm men den gick aldrig till premiär. 2017 gjorde regissören Fijona Jonuzi filmen Den störste som handlar om repetitionsarbetet och där Eva Johansson och Louise Löwenberg spelar rollerna Micke och Thommy.

## Filmer och TV-serier i urval
- 1961 – Pärlemor
- 1963 – Barnvagnen
- 1963 – Kvarteret Korpen
- 1965 – Kärlek 65
- 1966 – Heja Roland!
- 1967 – Elvira Madigan
- 1968 – Svarta palmkronor
- 1969 – Fröken Julie  (TV)
- 1971 – Joe Hill
- 1975 – Giliap
- 1979 – Kristoffers hus
- 1983 – Berget på månens baksida
- 1985 – August Strindberg: Ett liv  (TV-serie)
- 1986 – Gösta Berlings saga  (TV-serie)
- 1987 – Hjärtat
- 1988 – En far, Strindbergs Fadren förlaga  (TV)
- 1992 – Söndagsbarn
- 1992 – Maskeraden  (TV)
- 1994 – Onkel Vanja  (TV)
- 1998 – Glasblåsarns barn
- 1998 – Liv till varje pris
- 1999 – Offer och gärningsmän  (TV)
- 2002 – Muraren
- 2003 – Kontorstid
- 2013 – Godheten

## Teater

### Roller (ej komplett)
| År   | Roll                    | Produktion                                   | Regi           | Teater                |
| ---- | ----------------------- | -------------------------------------------- | -------------- | --------------------- |
| 1955 | Fader Hogan, en katolik | De vackra människorna William Saroyan        | Tuve Nyström   | Atelierteatern        |
| 1955 | B. Kaghan               | Privatsekreteraren T.S. Eliot                | Hans Råstam    | Atelierteatern        |
| 1956 | Falskspelaren           | Streber Stig Dagerman                        | Robert Lindahl | Atelierteatern        |
| 1959 |                         | Naken kvinna med violin Noël Coward          | Olof Bergström | Göteborgs stadsteater |
| 1959 |                         | Ljuva ungdomstid Eugene O'Neill              | Sam Besekow    | Göteborgs stadsteater |
| 1959 |                         | Besök av gammal dam Friedrich Dürrenmatt     | Johan Falck    | Göteborgs stadsteater |
| 1960 |                         | Att och att icke Bo Sköld                    | Lars Engström  | Göteborgs stadsteater |
| 1963 | Nick                    | Vem är rädd för Virginia Woolf? Edward Albee | Ingmar Bergman | Dramaten              |
| 1965 | Eilif                   | Mutter Courage Bertolt Brecht                | Alf Sjöberg    | Dramaten              |
| 1969 | Woyzeck                 | Woyzeck Georg Büchner                        | Ingmar Bergman | Dramaten              |

### Regi
| År   | Produktion                                                      | Upphovsmän                                | Teater                   |
| ---- | --------------------------------------------------------------- | ----------------------------------------- | ------------------------ |
| 1982 | Svinstian                                                       |                                           | Dramaten                 |
| 1993 | Hemkomsten The homecoming                                       | Harold Pinter                             | Dramaten                 |
| 1996 | Fint folk                                                       | Kent Andersson                            | Dramaten                 |
| 1996 | De löjliga preciöserna                                          | Molière                                   | Dramaten                 |
| 2001 | Fastighetsskötaren                                              | Harold Pinter                             | Stockholms stadsteater   |
| 2002 | Morbror Vanja                                                   | Anton Tjechov                             | Stockholms stadsteater   |
| 2004 | Hjälten The Playboy of the Western World                        | John Millington Synge                     | Stockholms stadsteater   |
| 2005 | Fröken Julie                                                    | August Strindberg                         | Dramaten                 |
| 2006 | Hemkomsten                                                      | Harold Pinter                             | Stockholms stadsteater   |
| 2008 | Vildanden                                                       | Henrik Ibsen                              | Stockholms stadsteater   |
| 2009 | I väntan på Godot                                               | Samuel Beckett                            | Stockholms stadsteater   |
| 2010 | Födelsedagskalaset                                              |                                           | Stockholms stadsteater   |
| 2011 | Tartuffe                                                        | Molière                                   | Stockholms stadsteater   |
| 2012 | Tribadernas natt                                                | Per Olov Enquist                          | Stockholms stadsteater   |
| 2013 | Krapps sista band                                               | Samuel Beckett                            | Kulturhuset Stadsteatern |
| 2014 | Candida                                                         | George Bernard Shaw                       | Kulturhuset Stadsteatern |
| 2017 | Vem är rädd för Virginia Woolf? Who's Afraid of Virginia Woolf? | Edward Albee Översättning Östen Sjöstrand | Kulturhuset Stadsteatern |